# Amboy, Minnesota
Amboy là một thành phố thuộc quận Blue Earth, tiểu bang Minnesota, Hoa Kỳ. Năm 2010, dân số của thành phố này là 534 người.

## Dân số
- Dân số năm 2000: 575 người.
- Dân số năm 2010: 534 người.